# Nowiki (sielsowiet Kwasówka)
Nowiki (biał. Новікі; ros. Новики) – wieś na Białorusi, w obwodzie grodzieńskim, w rejonie grodzieńskim, w sielsowiecie Kwasówka.
W dwudziestoleciu międzywojennym wieś leżała w Polsce, w województwie białostockim.